# Широкий (зупинний пункт)
Широ́кий — пасажирська зупинна залізнична платформа Донецької дирекції Донецької залізниці. Розташована в Будьоннівському районі Донецька, Донецька область, на лінії Ясинувата-Пасажирська — Ларине між станціями Чумакове (8 км) та Ларине (3 км).
Через військову агресію Росії на сході Україні транспортне сполучення припинене, водночас Яндекс.Розклади вказує на наявність пасажирських перевезень.